# Schœnbourg
Schœnbourg (deutsch Schönburg) ist eine französische Gemeinde mit 379 Einwohnern (Stand 1. Januar 2021) im Département Bas-Rhin in der Region Grand Est (bis 2015 Elsass). Sie gehört zum Arrondissement Saverne und zum Kanton Ingwiller.

## Geografie
Die Gemeinde Schœnbourg liegt im Gebiet der in Frankreich so genannten Nordvogesen an der Grenze zum Département Moselle (ehemalige Region Lothringen) und ist Teil des Biosphärenreservates Pfälzerwald-Vosges du Nord.
Ihre Nachbargemeinden sind Lohr im Norden, Eschbourg im Osten und Süden, Hangviller im Südwesten und Bust im Westen.

## Geschichte
Von 1871 bis zum Ende des Ersten Weltkrieges gehörte Schönburg als Teil des Reichslandes Elsaß-Lothringen zum Deutschen Reich und war dem Kreis Zabern im Bezirk Unterelsaß zugeordnet.

## Bevölkerungsentwicklung
| Jahr      | 1910 | 1962 | 1968 | 1975 | 1982 | 1990 | 1999 | 2005 | 2012 | 2014 |
| --------- | ---- | ---- | ---- | ---- | ---- | ---- | ---- | ---- | ---- | ---- |
| Einwohner | 639  | 462  | 464  | 460  | 446  | 440  | 414  | 448  | 440  | 436  |